# Aleksandryn
Aleksandryn – forma wierszowa, w której ostatnią akcentowaną sylabą przed średniówką jest sylaba szósta od początku wersu oraz szósta sylaba po średniówce, która jest jednocześnie ostatnią akcentowaną sylabą w wersie.
W wielu miejscach podkreśla się, iż aleksandryn jest heksametrem jambicznym. W oryginalnym francuskim aleksandrynie obostrzenie takie nie występuje. Forma ta jest stosowana w utworach o charakterze heroicznym, np. w epopejach lub tragediach. Wiersz ten był popularny w poezji niemieckiej epoki baroku oraz w nowoczesnej poezji francuskiej.
Nazwa aleksandryn pochodzi prawdopodobnie od francuskiego XII-wiecznego zbioru poematów o Aleksandrze Macedońskim napisanego przez truwera Lamberta le Tort, a kontynuowanego przez Alexandre de Paris.
Co do pochodzenia uważa się, że aleksandryn jest to iloczasowy asklepiadej mniejszy, który został w ten sposób zaadaptowany do poezji beziloczasowej jako wiersz sylabiczny.

## Francja
Aleksandrynem pisane były pieśni heroiczne truwerów, m.in. pieśń o Aleksandrze Macedońskim napisana przez Lamberta le Tort.
La verté de l'estoire, si com li rois la fist,
Uns clers de Chastiaudun, Lamberz li Tors, escrist,
Qui del latin la traist et en romans la mist.
W XVII i XVIII wieku odzyskał swą popularność. Amphitryon Moliera napisany jest aleksandrynem. Pisane były nim teksty o tematyce bohaterskiej i podniosłej, np. epos o Henryku IV Henriade złożony z 10 pieśni, którego autorem był Voltaire.
Je chante ce héros qui régna sur la France
Et par droit de conquête et par droit de naissance;
Qui par de longs malheurs apprit à gouverner,
Calma les factions, sut vaincre et pardonner,
Confondit et Mayenne, et la Ligue, et l’Ibère,
Et fut de ses sujets le vainqueur et le père.
Był używany przez Pierre Corneille’a i Jean Racine’a w ich dramatach. W XIX wieku pojawił się u poetów romantycznych, a później Charles’a Baudelaire’a, np. w Klejnotach (fr. Les Bijoux), oraz u Paula Éluarda, np. w L’Égalité des sexes (Równość płci).

## Polska
W języku polskim forma ta jest bardzo rzadka ze względu na trudności w uzyskaniu czystego wersu jambicznego oraz w bardzo nienaturalnie po polsku brzmiącym układzie wersowym z akcentowaną ostatnią sylabą. W tłumaczeniach aleksandryn często oddawany jest innym wersem, zwykle trzynastozgłoskowym o mieszanej stopie, tak na przykład przetłumaczył Jan Andrzej Morsztyn zapisanego aleksandrynem Cyda Corneille’a. Podobnie w trzynastozgłoskowcu ujął Tadeusz Lubelski Klejnoty Baudelaire’a.

## Anglia
W poezji angielskiej aleksandryn jest sześciostopowcem jambicznym. Schemat ten bardzo rzadko występuje w długich seriach wersów. Robert Browning napisał nim poemat Fifine at the fair. W szesnastym wieku aleksandryn występował w przeplocie z jambicznym siedmiostopowcem, tworząc tak zwaną Poulter's measure, czyli miarę drobiarzy. Regularnie aleksandryn występuje w strofie spenserowskiej jako jej ostatni wers. Przez analogię bywa stosowany również jako ostatni wers strofy królewskiej. Kombinacją sześciostopowca i siedmiostopowca posłużyła się w swoim najbardziej znanym wierszu wybitna angielska monarchini:
The doubt of future foes exiles my present joy,
And wit me warns to shun such snares as threaten mine annoy;
For falsehood now doth flow, and subjects’ faith doth ebb,
Which should not be if reason ruled or wisdom weaved the web.
(Elżbieta I Wielka, The doubt of future foes...)

## Czechy
W poezji czeskiej aleksandryn jest wierszem wyrafinowanej liryki i charakteryzuje się dwuznaczną interpretacją stopową, wahającą się między jambicznym sześciostopowcem a daktylicznym czterostopowcem. Czeski aleksandryn służy do tłumaczenia polskiego trzynastozgłoskowca. Aleksandrynem sonety Adama Mickiewicza tłumaczyli Vladimír Holan i Vlasta Dvořáčková. Znanym przykładem zastosowania czeskiego aleksandrynu jest Siódma elegia Jiříego Ortena, znana w Polsce z przekładów między innymi Jacka Balucha i Józefa Waczkowa.
Píši vám, Karino, a nevím, zda jste živa,
zda nejste nyní tam, kde se už netoužívá,
zda zatím neskončil váš nebezpečný věk.
Jste mrtva? Poproste tedy svůj náhrobek,
aby se nadlehčil. Poproste růže, paní,
aby se zavřely. Poproste rozpadání,
aby vám přečetlo list o mém rozpadu.
Smrt mlčí před verši. A já v nich před vás jdu
tak mlád, tak krutě mlád a ponejprve zralý,
že ve své mladosti podobám se již králi
zašlého království. Vy jste přec věděla,
co křídel chybí nám k rozletu anděla,
jak krví smějeme se a jak krví pláčem.
Nalezl jsem svůj pád. A chci vám říci, na čem.
Przekład tego fragmentu można odnaleźć w Internecie.

## Rosja
Aleksandryn występuje również w poezji rosyjskiej, na przykład w słynnym wierszu Aleksandra Puszkina:
Я памятник себе воздвиг нерукотворный,
К нему не заростет народная тропа,
Вознесся выше он главою непокорной
Александрийского столпа.
(Я памятник себе воздвиг нерукотворный)
Wiersz ten, z zachowaniem jego formy wersyfikacyjnej, przełożył na język polski jako Dźwignąłem pomnik mój, nie trudem rąk ciosany Julian Tuwim.